# Diastema comiferum
Diastema comiferum là một loài thực vật có hoa trong họ Tai voi. Loài này được (DC.) Benth. ex Walp. mô tả khoa học đầu tiên năm 1847.